# Zeller Ache
Die Zeller Ache ist ein Bach im Mondseeland in Oberösterreich. Sie entwässert den Irrsee zum südöstlich und rund 70 m tiefer gelegenen Mondsee. Nach der Fuschler Ache ist sie der wichtigste Zufluss des Mondsees. Ihren Namen hat sie vom Irrsee, der nach dem Ort Zell am Moos auch Zeller See genannt wird.

## Geographie

### Lauf und Landschaft
Die Zeller Ache

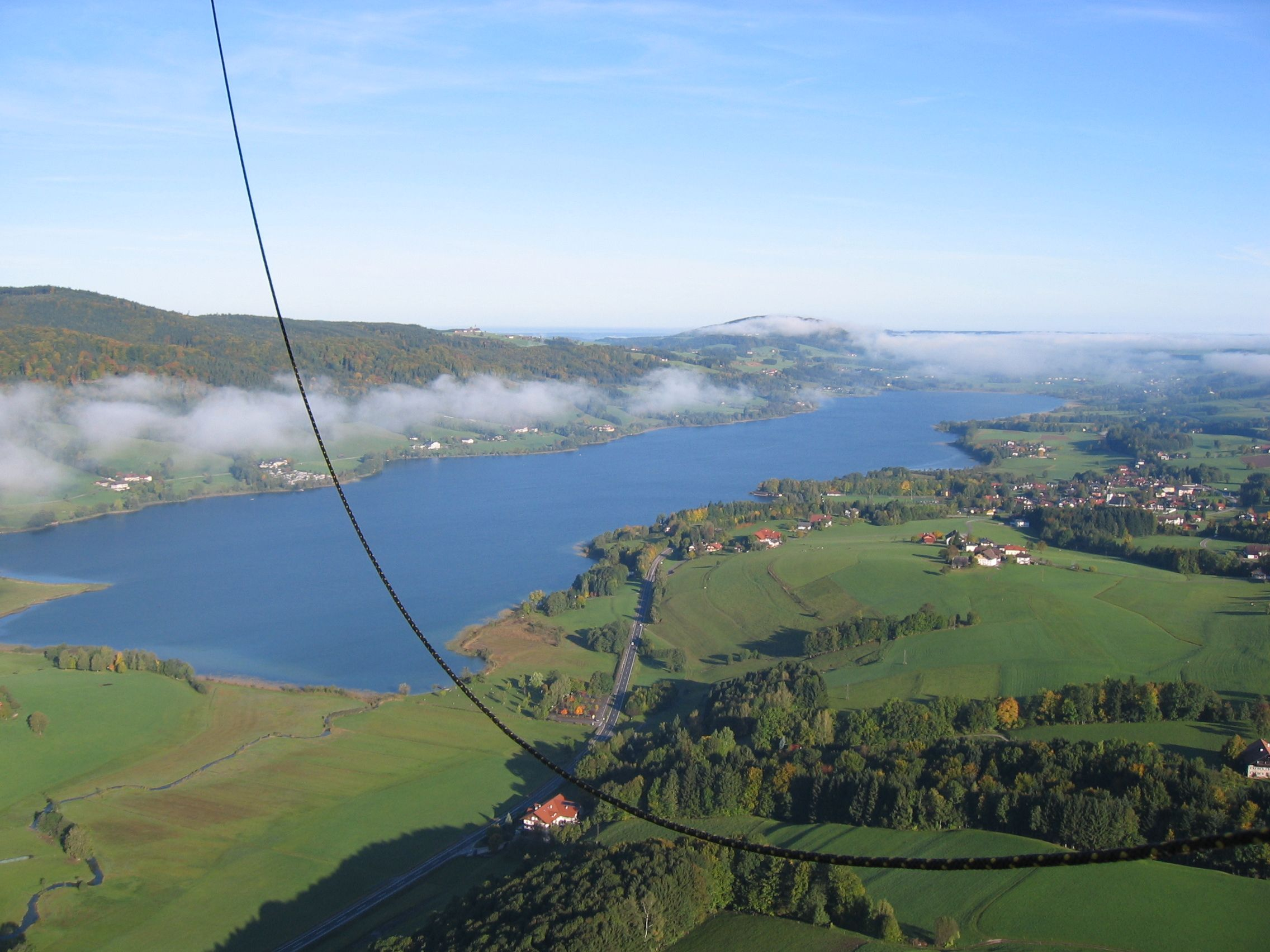
Die Zeller Ache (links unten) als Abfluss des Irrsees

verlässt den Irrsee an seinem südöstlichen Ende in einem Schilfbereich und verläuft anfangs in einem geschwungenen Lauf durch Feuchtwiesen im Verlandungsbereich des Irrsees. Auch auf der weiteren Strecke weist sie einen mäandrierenden, strukturreichen Lauf auf und fließt in einem tiefen Bett mit niedriger Strömungsgeschwindigkeit.
Im Unterlauf ist das Bachbett häufig begradigt und eingeengt.
Kurz vor Mondsee fließt die Zeller Ache durch das Helenental, einen naturbelassenen bewaldeten Bereich mit höherem Gefälle.
Der letzte Abschnitt verläuft durch das Ortsgebiet von Mondsee, wo der Bach hart reguliert und die Gewässersohle zum Teil vollständig gepflastert ist. Beim Alpenseebad Mondsee mündet die Ache in den Mondsee. Früher lag die Mündung ca. 250 m weiter westlich, sie wurde im Zuge der Begradigung verlegt.
Das breite Tal, durch das die Zeller Ache verläuft, wird vom Kolomansberg (1114 m ü. A.)  im Westen und Lackenberg (925 m ü. A.) und Mondseeberg (1029 m ü. A.) im Osten begrenzt. Im oberen Bereich hat das Tal ein durchschnittliches Gefälle von 3 ‰, das letzte Viertel neigt sich mit einem Gefälle von 50 ‰ rasch dem Mondsee zu.

### Zuflüsse
Vom Ursprung zur Mündung.
- Hengererbach, von links, 1,1 km
- Bauerngraben, von links bei Kasten, 1,3 km
- Kahlsbergergraben, von links bei Schwand, 0,5 km
- Schusterbach, von links nahe Kaltenhaus, 2,9 km
- (Zufluss), von rechts nahe Hof, 0,7 km
- Ritzingerbach, von rechts nach Haidermühle, 2,8 km
- (Zufluss), von rechts, 0,4 km
- Bärengraben, von links bei Herned, 0,6 km
- Hernedterbach, von links bei Herned, 0,4 km

## Nutzung und Natur
Das Wasser der Zeller Ache wurde und wird durch Mühlen und kleine Kraftwerksanlagen energetisch genutzt. 19 Querbauwerke, viele davon heute ungenutzt, und mehrere Ausleitungsstrecken beeinträchtigen den natürlichen Flusslauf. Die 1416 erstmals erwähnte Erlachmühle ist die letzte in Betrieb befindliche Getreidemühle im Mondseeland.
Die Zeller Ache wird von zahlreichen Fischarten aus dem Mondsee zum Laichen aufgesucht. Zu den am häufigsten vorkommenden Fischarten gehören Seelaube, Rußnase, Aitel, Perlfisch, Hasel und Flussbarsch. Der Unterlauf der Zeller Ache ist Teil des Europaschutzgebietes Mond- und Attersee.
Die Gewässergüteklasse beträgt I (Stand 2005).